# City of Whyalla
City of Whyalla is een Local Government Area (LGA) in de Australische deelstaat Zuid-Australië.